# مدیریت وظایف (ویندوز)

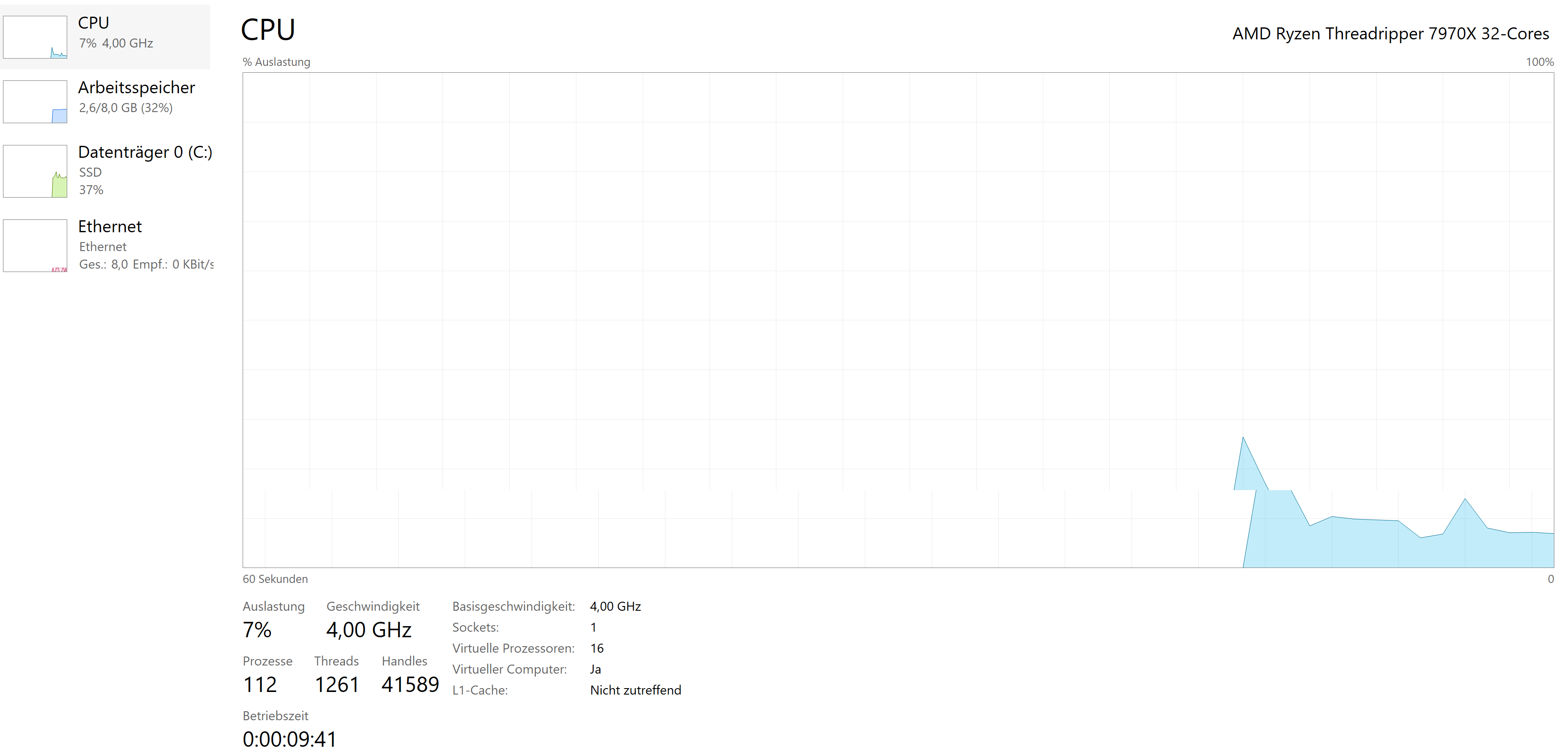
قسمت Performance در Task Manager

مدیریت وظایف (انگلیسی: Task Manager) ابزاری از ویندوز است که برنامه‌ها، فرایندها و خدماتی که در حال حاضر بر روی رایانه در حال اجرا است را نشان می‌دهد. می‌توان از این ابزار برای نظارت بر عملکرد کامپیوتر یا بستن برنامه‌هایی که پاسخ نمی‌دهند (هنگ کرده‌اند) استفاده کرد. در صورت اتصال به شبکه، می‌توان از مدیریت وظایف وضعیت شبکه را مشاهده کرد و عملکرد آن را دید. اگر بیش از یک کاربر به رایانه متصل باشد، می‌توان دید چه کسی متصل شده، چه کاری انجام می‌دهد و همین‌طور برای آنها پیام ارسال کرد.